# Kindżał
Kindżał (z gruz. ხანჯალი) – rodzaj długiego noża lub sztyletu, prostego lub zakrzywionego, stosowanego jako broń biała, ceremonialna i narzędzie, wywodzący się prawdopodobnie z Czeczenii, używany wśród ludów kaukaskich i tureckich, a także w Persji i Indiach. W armii rosyjskiej wchodził w skład uzbrojenia oddziałów kozackich.
Kindżał ma głownię obosieczną, rękojeść bez jelca, mocno zwężoną w miejscu uchwytu, o wydatnej głowicy, wykonywaną zwykle z drewna, kości, lub metalu. Rękojeści i pochwy kindżałów ceremonialnych bywały często bogato zdobione i wysadzane kamieniami półszlachetnymi.
W Polsce kindżałem określa się nóż o głowni prostej, typu kaukaskiej kamy. W Rosji kindżałem określa się wiele odmian sztyletów i noży bojowych.
Pokrewną bronią, często nazywaną mylnie kindżałem, jest bebut (biebut), nóż pochodzenia perskiego, rozpowszechniony w Turcji i przyjęty stąd przez Kozaków, o podobnej do kindżału rękojeści i zakrzywionej głowni. Bebuty produkowane fabrycznie były na wyposażeniu różnych służb armii rosyjskiej. Od 1907 r. w bebuty wyposażono początkowo obsługi karabinów maszynowych, podoficerów żandarmerii, artylerzystów i saperów, a od 1917 r. były powszechne wśród wszystkich formacji. Na jelcu wybijane były litery ББ i numer, być może stąd pochodzi nazwa.